# Крезиј
Крезиј (фр. Crézilles) насеље је и општина у североисточној Француској у региону Лорена, у департману Мерт и Мозел која припада префектури Тул.
По подацима из 2011. године у општини је живело 266 становника, а густина насељености је износила 27,91 становника/km². Општина се простире на површини од 9,53 km². Налази се на средњој надморској висини од 270 метара (максималној 288 m, а минималној 230 m).

## Демографија
| 1962. | 1968. | 1975. | 1982. | 1990. | 1999. | 2011. |
| ----- | ----- | ----- | ----- | ----- | ----- | ----- |
| 149   | 185   | 163   | 166   | 199   | 224   | 266   |

График промене броја становника у току последњих година